# С-5 (подводная лодка)
С-5 — советская дизель-электрическая торпедная подводная лодка серии IX-бис, С — «Средняя» времён Второй мировой войны. Участвовала в советско-финской войне, в Великой Отечественной войне успехов не добилась, погибла в августе 1941 года.

## История корабля
Заложена 28 декабря 1935 года на заводе № 189 в Ленинграде под стапельным номером 278 и литерным обозначением «Н-5». Спущена на воду 16 мая 1937 года, вступила в строй 27 ноября 1939 года под командованием А. А. Бащенко.

### Советско-финская война
В январе 1940 года «С-5» совершила поход в устье Финского залива для наблюдения за шведским  и финским флотами, однако из-за тяжёлых условий занять позицию не смогла. Вмёрзла в лёд, была освобождена канонерской лодкой «Красное знамя». 8 февраля прибыла в Либаву.

### Великая Отечественная война
24 июня 1941 года вышла из Усть-Двинска и заняла позицию между островом Борнхольм и Карлскруной. За время патрулирования не обнаруживала судов противника. 10 июля прибыла в Триги, откуда перешла в Кронштадт для прохождения текущего ремонта. 6 августа отправилась к Данцигу, за время патрулирования произвела безрезультатную атаку одиночной торпедой. 24 августа прибыла в Таллин. Во время прорыва кораблей Балтийского флота последней из подводных лодок покинула порт, шла в основной группе боевых кораблей, сразу за крейсером «Киров». 28 августа в районе мыса Юминда на плотном минном поле в борт «С-5» попала плавающая мина, в результате взрыва которой сдетонировал артиллерийский боезапас лодки и она быстро затонула. Из находившихся на лодке спаслись 14 человек, которых подняли из воды тральщики и катера. В числе спасённых оказались командир 1-й БрПЛ капитан 1-го ранга Н. П. Египко и командир лодки капитан 3-го ранга А. А. Бащенко. В числе погибших был командир 3-го ДиПЛ капитан 3-го ранга А. К. Аверочкин.

## Обнаружение
«С-5» была найдена и обследована в мае 2012 года в ходе совместной экспедиции водолазов «Поклон кораблям Великой Победы» и финских дайверов. Подводная лодка лежит на грунте на глубине 82 метров в 3,5 милях к югу от места гибели «П-1». Корпус лодки переломлен на две части, корма и нос задраны вверх. Погибли 33 члена экипажа и не менее 7 человек из эвакуировавшихся офицеров штаба 1-й Бригады ПЛ.